# HD+
Pour les articles homonymes, voir HD.
HD+ est un bouquet payant de chaînes de télévision germanophones retransmises en haute définition ou ultra haute définition, par les satellites luxembourgeois Astra positionnés à 19,2° Est, commercialisé à partir du 1er novembre 2009 par la société luxembourgeoise HD PLUS GmbH, filiale de SES SA.
L'accès au service nécessite un récepteur décodeur spécifique ou un module CI à insérer dans un téléviseur compatible équipé d'un démodulateur satellite. Une carte à puce d'abonnement est nécessaire pour accéder aux chaînes payantes. Les fonctionnalités de télévision de rattrapage et vidéo à la demande du bouquet nécessitent néanmoins une connexion Internet d'au moins 6 Mbit/s. Le décodeur HD+ permet de recevoir également les chaînes HD diffusées en clair par les mêmes satellites.
Ce bouquet comprend 35 chaînes de télévision privées retransmises en haute définition et à partir de novembre 2024, 3 chaînes de télévision en ultra haute définition. Le bouquet par internet propose 110 chaînes de télévision. Une offre payante optionnelle (Trendsport) comprend 6 chaînes supplémentaires consacrées au sport.

## Histoire
À son lancement le 1er novembre 2009, le bouquet ne comprend que deux chaînes, RTL HD et Vox HD. Les chaînes Sat.1 HD, ProSieben HD et Kabel eins HD sont ajoutées le 31 janvier 2010.
Depuis le lancement de la plateforme, la proportion de programmes diffusés en HD native a progressivement augmenté, alors qu'à l'origine celle-ci concernait presque exclusivement les films et séries américains, des productions internes en HD étaient parfois également diffusées. Les retransmissions sportives importantes ont peu à peu été retransmises en HD native.
En février 2013, le bouquet comprend quinze chaîne en tout. Les dix chaînes qui s'ajoutent aux cinq premières sont : Comedy Central HD, Deluxe Music HD, DMAX HD, N24 HD, Nickelodeon HD, RTL II HD, Sat.1 HD, sixx HD, Sport1 HD, Super RTL HD, Tele5 HD.
Après trois ans d'existence, le bouquet compte près d'un million d'abonnés payants. En septembre 2013, la plateforme enregistre une hausse de près de 70 % de son nombre d'abonnés payants par rapport à l'année précédente et discute avec d'autres diffuseurs afin d'élargir son catalogue de chaînes. L'entreprise annonce dans le même temps que les programmes de Sat.1, ProSieben et Kabel Eins rejoindront sa plateforme de replay HD+ Replay. Fin 2013, le groupe lance une grande campagne marketing afin d'informer les consommateurs allemands que le fait de posséder une télévision HD ne permet pas automatiquement de recevoir les chaînes de télévision en haute définition du fait de ses exigences de réception.
En 2017, le groupe estime que l'arrêt progressif de la TNT allemande et l'intérêt croissant des consommateurs pour l'ultra haute définition pourront lui faire gagner des clients.

## Direction
La plateforme est dirigée dans un premier temps par Wilfried Urner. Georges Agnes dirige ensuite la société, puis Norbert Hölzle lui succède en octobre 2021, et enfin Andreas Munller-Vondey en mai 2023.

## Critiques
L'abonnement est à son lancement vivement critiqué du fait de différentes limitations pratiques de la plateforme et du fait que le groupe rende payantes des chaînes de télévision gratuites parce que reçues par satellite.

## Nombre d'abonnés
La plateforme donne accès à douze mois d'essai gratuit avant de passer à un abonnement payant expliquant la présence de ces deux colonnes différenciant les abonnements gratuits et payants. À partir de novembre 2013, la période d'essai gratuit est réduite à six mois.
| Date           | Nombre de foyers recevant HD+ | Nombre d'abonnements payants |
| -------------- | ----------------------------- | ---------------------------- |
| mars 2011      | 769 000                       | 114 000                      |
| mai 2012       | 2,6 millions                  | plus de 500 000              |
| octobre 2012   | 2,8 millions                  | 761 000                      |
| décembre 2012  | 2,88 millions                 | 945 000                      |
| février 2013   | près de 3 millions            | plus d'1 million             |
| septembre 2013 | 2,68 millions                 | 1,28 million                 |
| octobre 2014   | 2,9 millions                  | 1,59 million                 |
| décembre 2014  | 3,1 millions                  | 1,65 million                 |
| décembre 2015  | 2,95 millions                 | 1,84 million                 |
| décembre 2016  | 2,96 millions                 | 2,11 millions                |

## Liste des chaînes du bouquet HD+

### Chaînes haute définition

#### Bouquet de base
- Comedy Central HD
- Disney Channel HD
- Deluxe Music HD
- DMAX HD
- Eurosport 1 HD
- Kabel eins HD
- Kabel eins Doku HD (de)
- MTV HD
- Nitro HD
- n-tv HD
- ProSieben HD
- ProSieben Maxx HD
- RTL Television HD
- RTLup HD (de)
- RTL ZWEI HD
- Sat.1 HD
- Sat. 1 Gold HD
- sixx HD
- Sport1 HD
- Super RTL HD
- Tele 5 HD
- TLC HD
- Vox HD
- VOXup HD (de)
- Welt HD

#### BouquetDiversité
- Crime Time HD
- Deluxe Dance by Kontor HD
- Deluxe Rap HD
- HipTrips HD
- Höhenrausch HD
- Just Cooking HD
- just.fishing HD
- OneTerra HD
- Serien+ HD
- xplore HD

#### BouquetTrendsport
- ClipMyHorse.TV
- eSportsONE (de)
- Sportdigital1+ (de)
- Sportdigital EDGE (de)
- Spontdigital FUSSBALL (de)
- WAIDWERK

#### Autres chaînes
- Deluxe Lounge HD
- Toggo (de)

### Chaînes ultra haute définition
- ProSiebenSat.1 UHD
- RTL UHD
- UHD1